# پامنار (مناره)
منار واقع در محله پامنار مربوط به سدهٔ ۱۳ ه‍.ق است و در تهران، محله پامنار واقع شده و این اثر در تاریخ ۱۱ بهمن ۱۳۳۴ با شمارهٔ ثبت ۴۱۰ به‌عنوان یکی از آثار ملی ایران به ثبت رسیده‌است.
این منار مرکز محله پامنار است.